# Corvus frugilegus
Il corvo comune, corvo selvatico, corvo nero o corvo propriamente detto (Corvus frugilegus Linnaeus, 1758) è un uccello passeriforme della famiglia dei Corvidi.

## Etimologia
Il nome scientifico della specie, frugilegus, deriva dall'unione delle parole latine frūx ("frutto") e legere ("raccogliere), col significato di "raccoglitore di frutta", termine utilizzato anche in latino volgare (frugella/frigella) per designare la specie.

## Descrizione

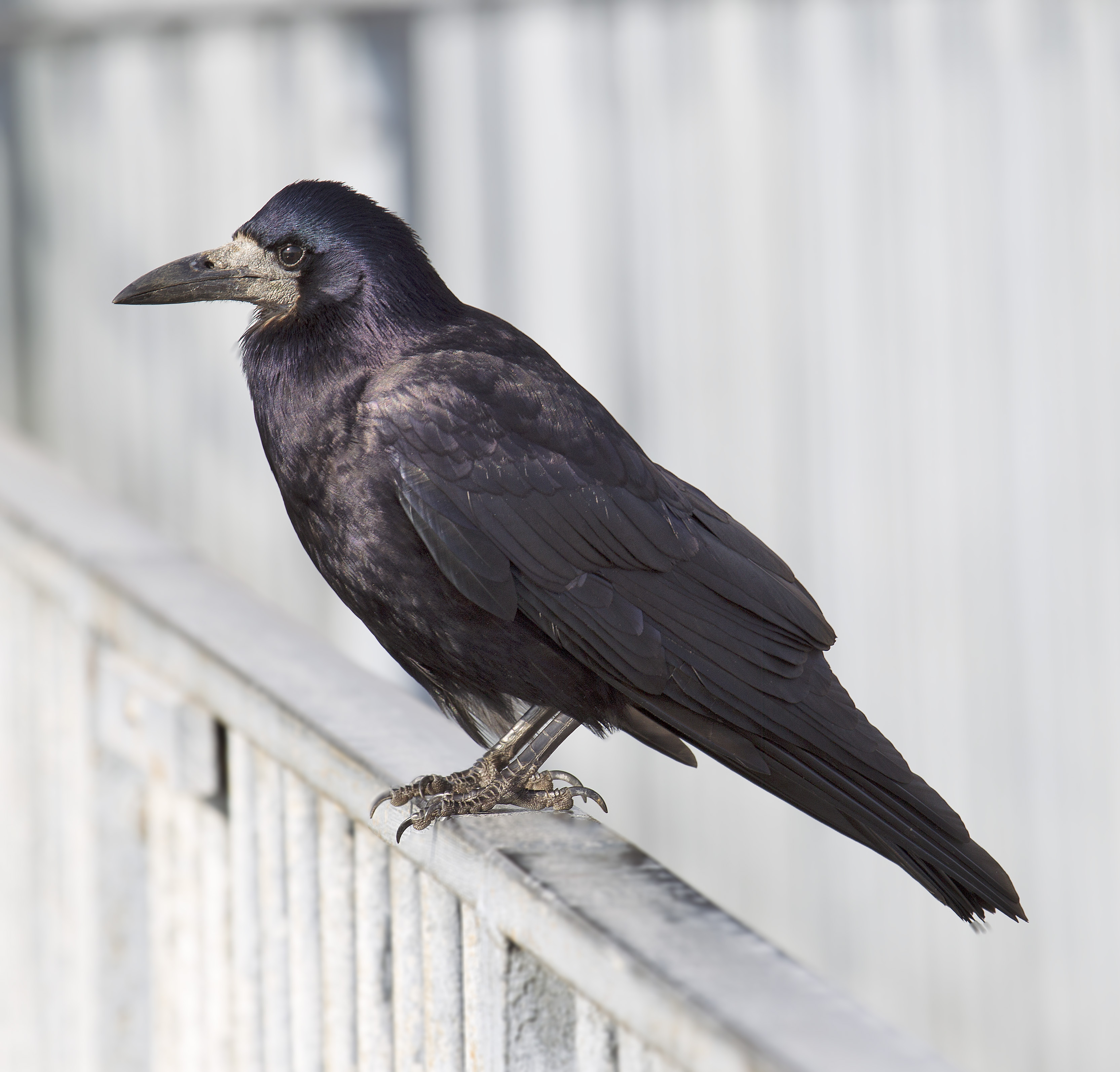
Esemplare in Germania.

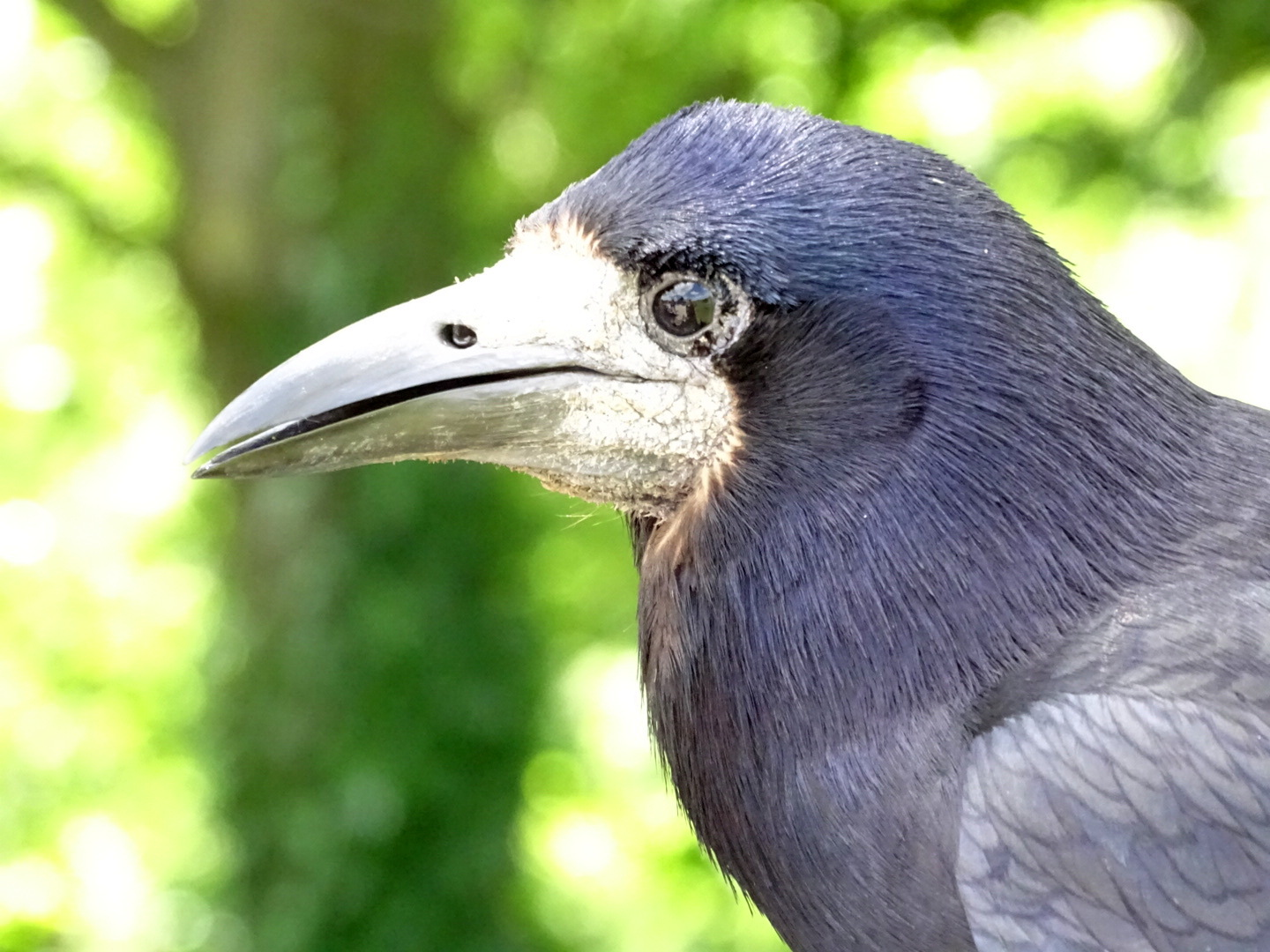
Primo piano di esemplare in Inghilterra.

### Dimensioni
Misura 44-46 cm di lunghezza, per 325-571 g di peso ed un'apertura alare di 81-99 cm: gli esemplari della sottospecie pastinator sono mediamente più piccoli e leggeri rispetto a quelli della sottospecie nominale.

### Aspetto
Si tratta di uccelli dall'aspetto robusto e slanciato, muniti di testa arrotondata munita di becco lungo, dritto e appuntito, collo robusto, lunghe ali digitate, zampe forti e coda cuneiforme e di media lunghezza. Nel complesso, il corvo nero presenta l'aspetto tipico dei corvi, come il più grande corvo imperiale e la simile cornacchia nera, rispetto ai quali è immediatamente distinguibile (soprattutto gli adulti, mentre nei giovani tale caratteristica non è ancora sviluppata) per la faccia nuda, nonché per la testa più piccola e arrotondata, il becco più sottile, le ali in proporzione più lunghe e la presenza di penne meno fitte anche nell'area piumata delle zampe.
Il piumaggio si presenta completamente nero, con presenza di riflessi metallici di colore purpureo o verde, ben evidenti quando l'animale è alla luce diretta del sole.

I due sessi sono del tutto simili, sia nella colorazione che nell'aspetto.
Il becco è nero nei due terzi distali, mentre la base, così come l'area di pelle nuda che si estende fino agli occhi (che sono di colore bruno scuro, con anello perioculare anch'esso glabro, ma di colore nerastro) è scagliosa e di colore bianco-grigiastro.

## Biologia

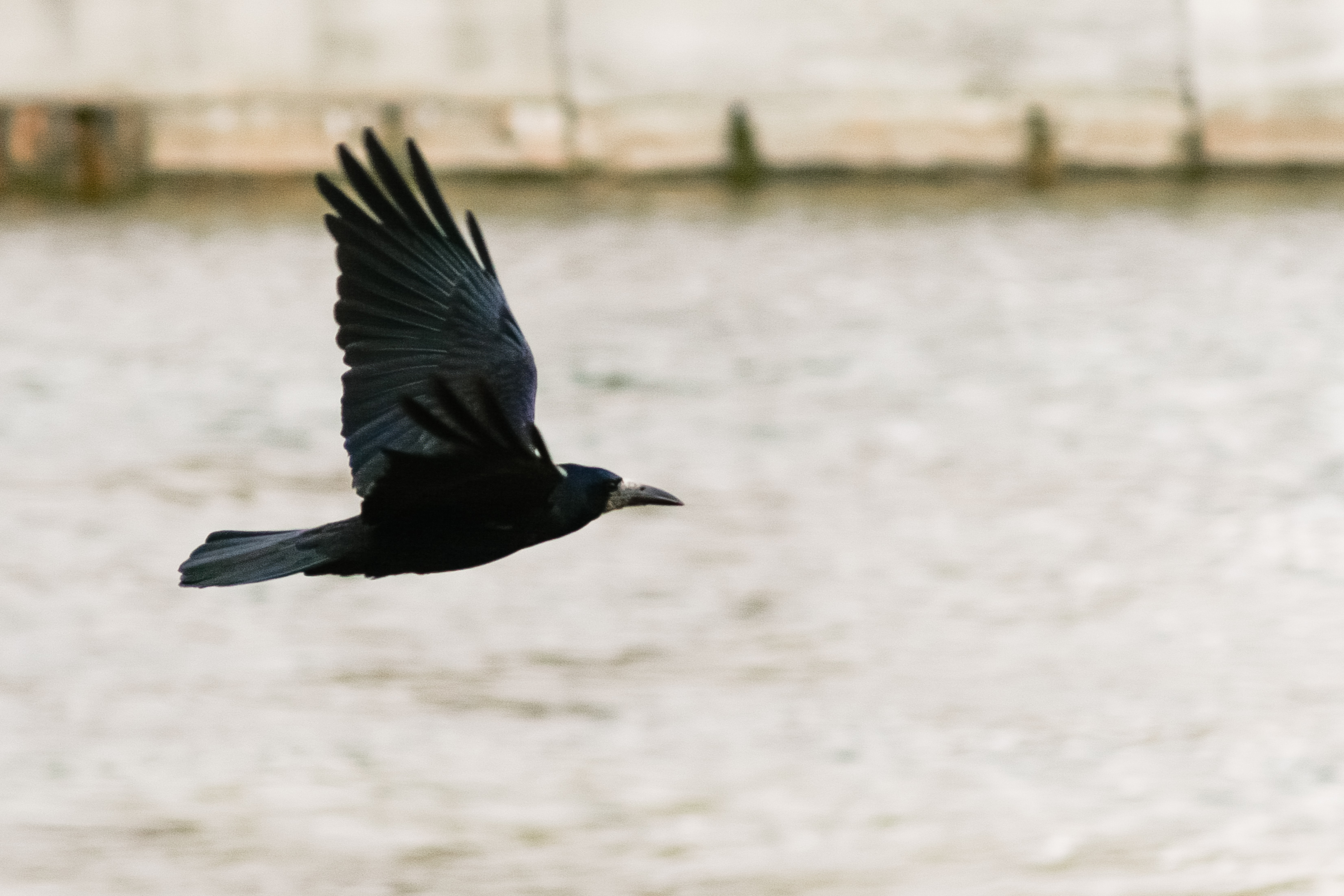
Corvo in volo a Bucarest.

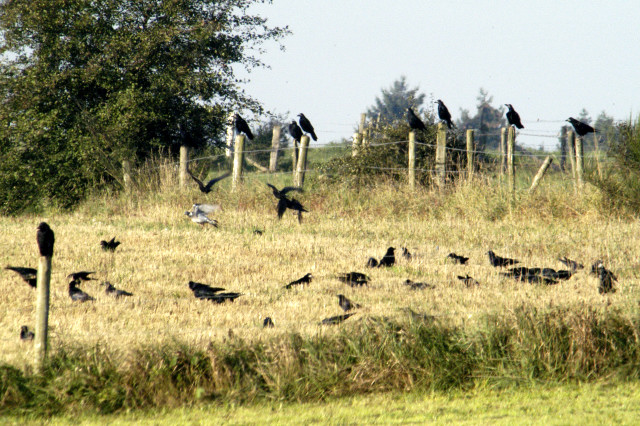
Stormo di corvi nelle Ardenne.

L'inizio dell'attività di ricerca del cibo si colloca tra un'ora circa prima del levarsi del sole, fino alle otto di sera durante l'inverno. I corvi sono animali socievoli, e a volte si radunano in folti stormi per trascorrere la notte sugli alberi. Hanno sviluppato una quantità di comportamenti sociali. Frequentemente si osservano giochi aerei tra componenti uno stesso stormo, quali lasciar cadere un oggetto e riprenderlo a mezz'aria o dondolare un rametto. Molteplici e differenziate sono le strutture comportamentali tra partner e altri membri della colonia. I partner si salutano, in genere, con una parata aerea.
Molto spesso le taccole, più raramente le cornacchie si associano al corvo comune per lo svernamento.

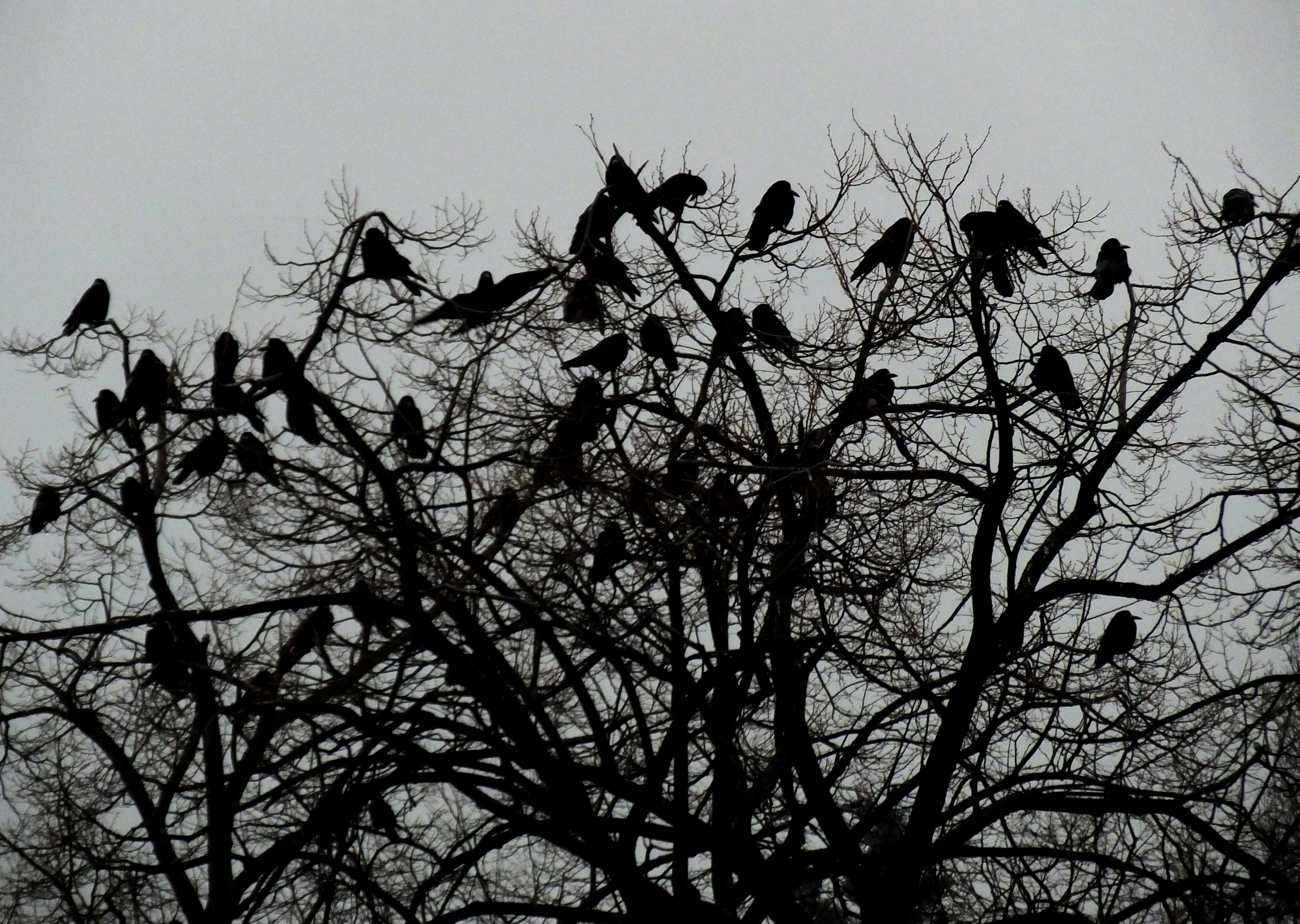
Stormo di corvi a Varsavia.

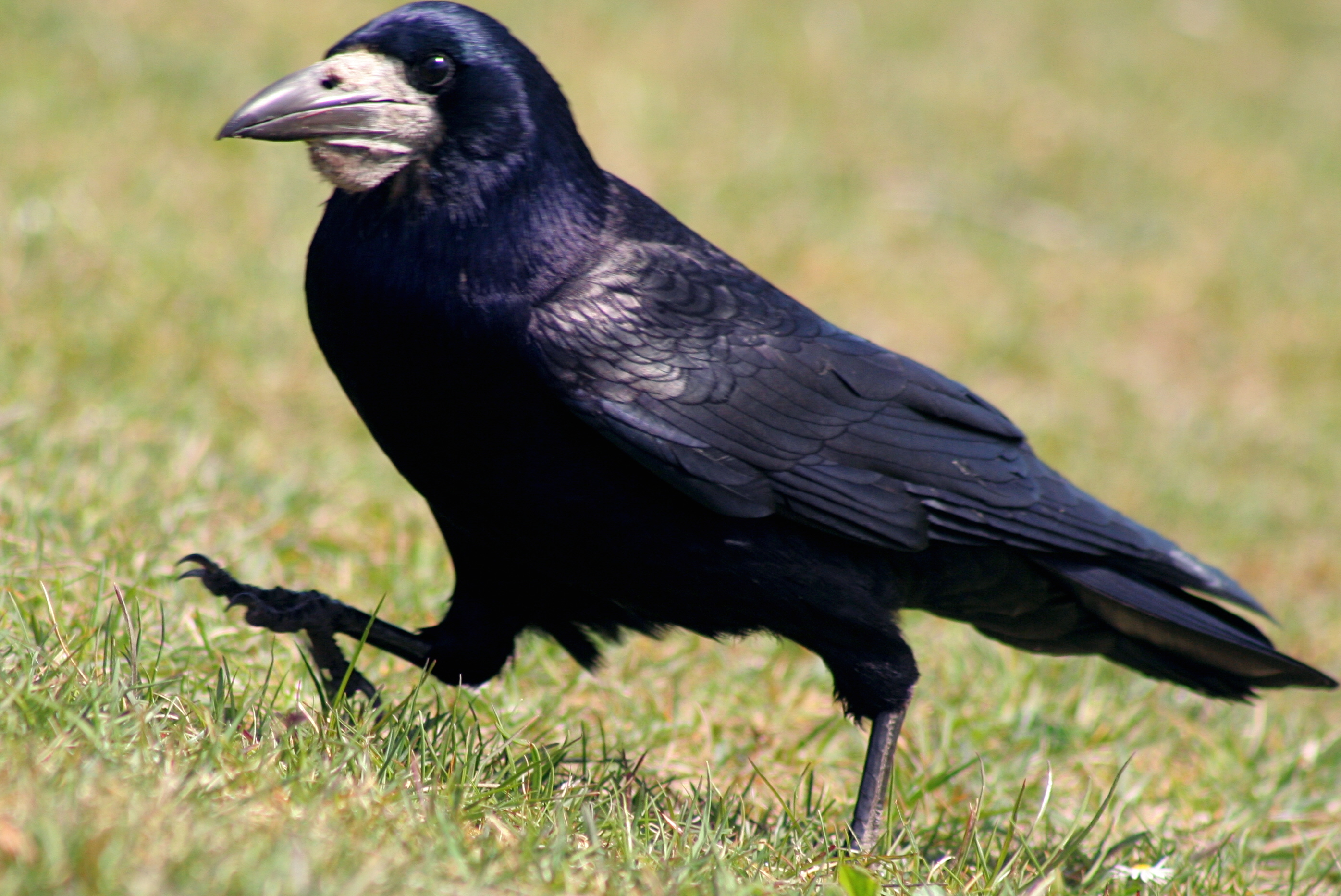
Corvo passeggia al suolo a Dornoch.

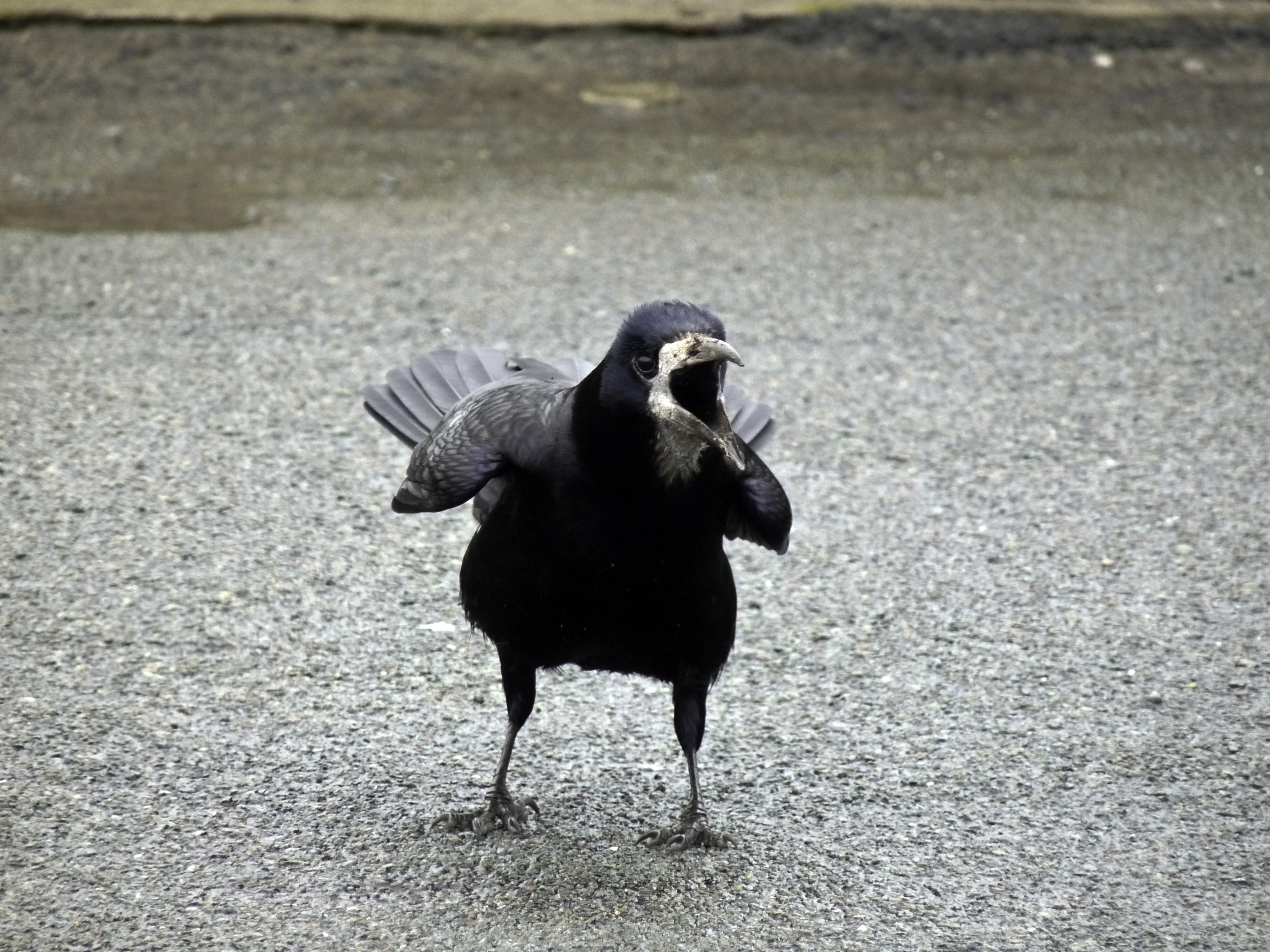
Esemplare vocalizza a Ramsey.

Al suolo si muovono saltellando a piccoli voletti, in aria prediligono il volo veleggiato, fatto di lunghe planate; li si vede di frequente, specie in primavera, esibirsi in capriole e acrobazie aeree.
Come gli altri corvidi, il corvo comune manifesta un comportamento estremamente curioso.
Molti uccelli tenuti in cattività manifestano comportamenti, descrivibili come apprendimento dell'utilizzo di utensili. Glutz von Blotzheim riferisce di aver osservato un giovane corvo comune in voliera, aver imparato a farsi il bagno in una vaschetta d'acqua. Tali bagni erano molto più frequenti nei giorni caldi e secchi che nei giorni umidi e piovosi. I corvi che vivono  liberi in natura non manifestano mai tali comportamenti, che vengono quindi considerati appresi.
Il corvo comune ha numerosi richiami relativi alla vita sociale e dispone di una quantità di espressioni sonore che sono difficilmente distinguibili da quelli della cornacchia nera. Il suono più frequente è il Kah o il Krah che può essere di lunghezza variabile; spesso viene introdotto in un inchino di partner che si salutano. In situazioni aggressive questo suono è più alto e più lungo: krääääh. Inoltre in particolare in primavera viene introdotto un cicaleccio sommesso e garrulo fra i suoni gracidi più lunghi. Anche gli uccelli giovani e gli uccelli del nido urlano molto forte e squittiscono in maniera udibile. Successivamente si sente un Rrrah penetrante.

### Alimentazione

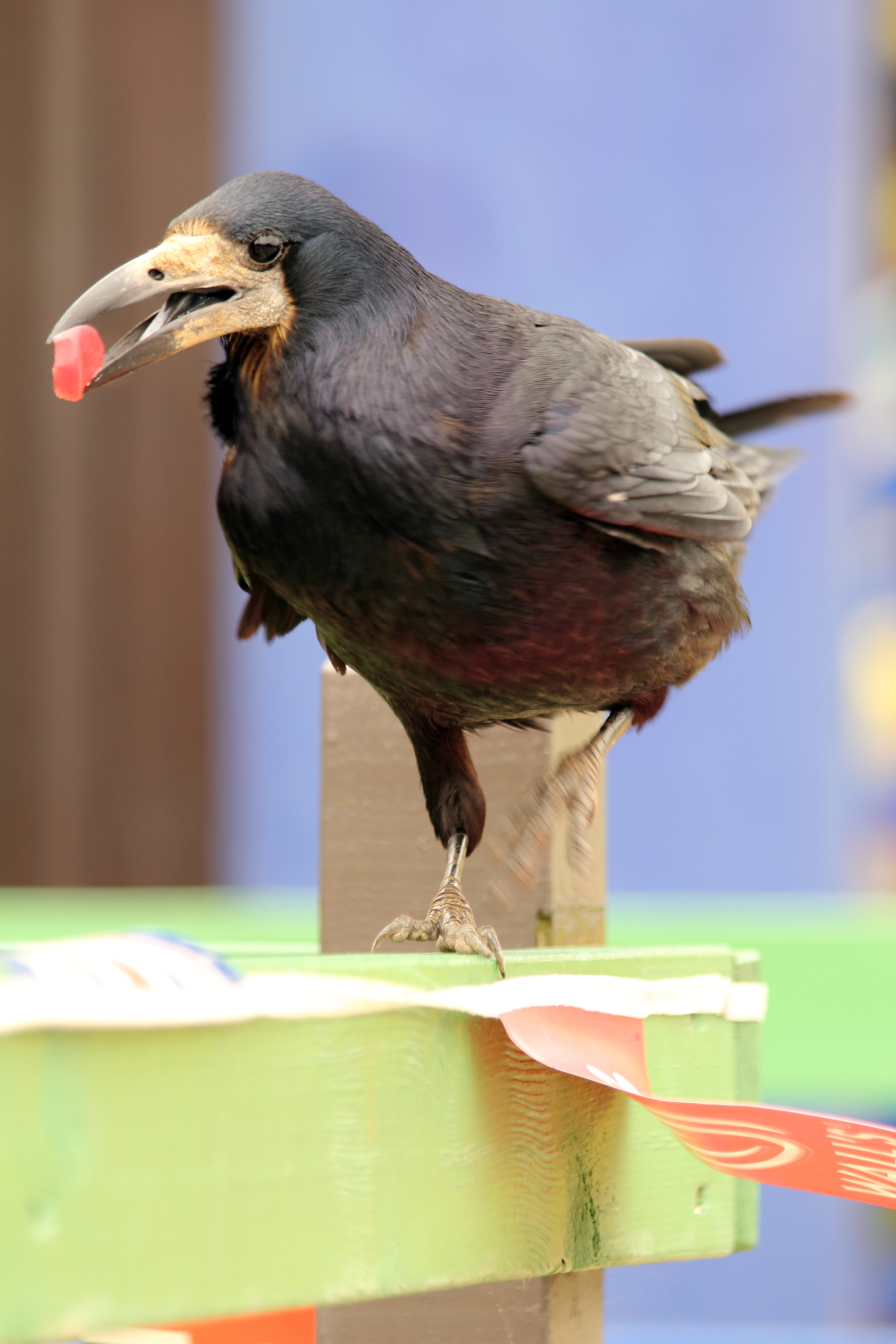
Esemplare con cibo nel becco nei pressi di Newquay.

Esemplare cerca il cibo al suolo.

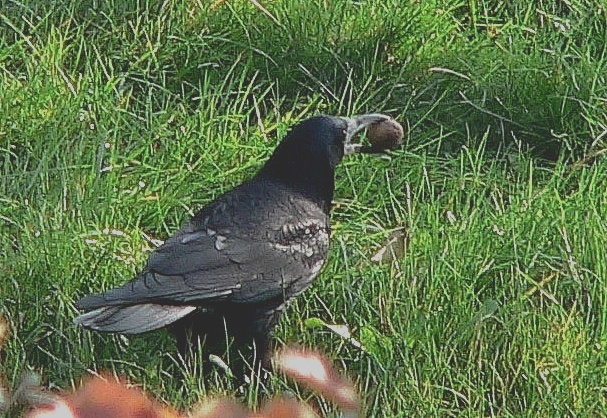
Esemplare con cibo nel becco.

Come tutti i corvidi, la dieta del corvo comune è piuttosto varia. Sebbene ricerchino volentieri prede animali, non disdegnano anche bacche, noci e altri frutti.
Il cibo è ricercato prevalentemente al suolo, utilizzando la punta del becco come attrezzo universale, che serve a beccare il cibo, scavare e sondare il terreno. Insetti volatori vengono catturati durante brevi voli. La ricerca del cibo è prevalentemente guidata dalla vista.  Ogni giorno il corvo si dedica alla ricerca del cibo al suolo (surface feeding) alla mattina, dedicandosi alla ricerca del cibo scavando, in ore più tarde (subsurface feeding); i corvi praticano la ricerca sistematica in varie zone (areal feeding).
Lombrichi, diversi ditteri, coleotteri ed il loro stadio larvale, particolarmente la larva del maggiolino e di specie affini ed alcune varietà di chiocciola, sono tra le sue prede preferite. Prede del corvo sono anche piccoli mammiferi, quali, per esempio, il toporagno, il topo comune ed il topo d'acqua; occasionalmente, anche se di rado, sono sue prede anche uccelli ed il contenuto dei loro nidi. Nei mesi invernali il corvo si nutre anche di carogne, in buona parte di carogne di altri corvidi.

La dieta vegetale, prevede semi di vario tipo, compreso grano e cereali; importante anche l'apporto nutritivo di noci e ghiande, e di frutti come ciliegie, prugne e bacche.
La dieta degli individui più giovani è composta prevalentemente, ma non completamente, da animali. I corvi si nutrono anche di mais e semi di girasole, che prelevano direttamente dalla pianta. Le prede non sono inseguite se non per brevi tratti.
Rispetto alla cornacchia nera il corvo comune tende a lasciar cadere le noci da grandi altezze solo raramente.

### Riproduzione

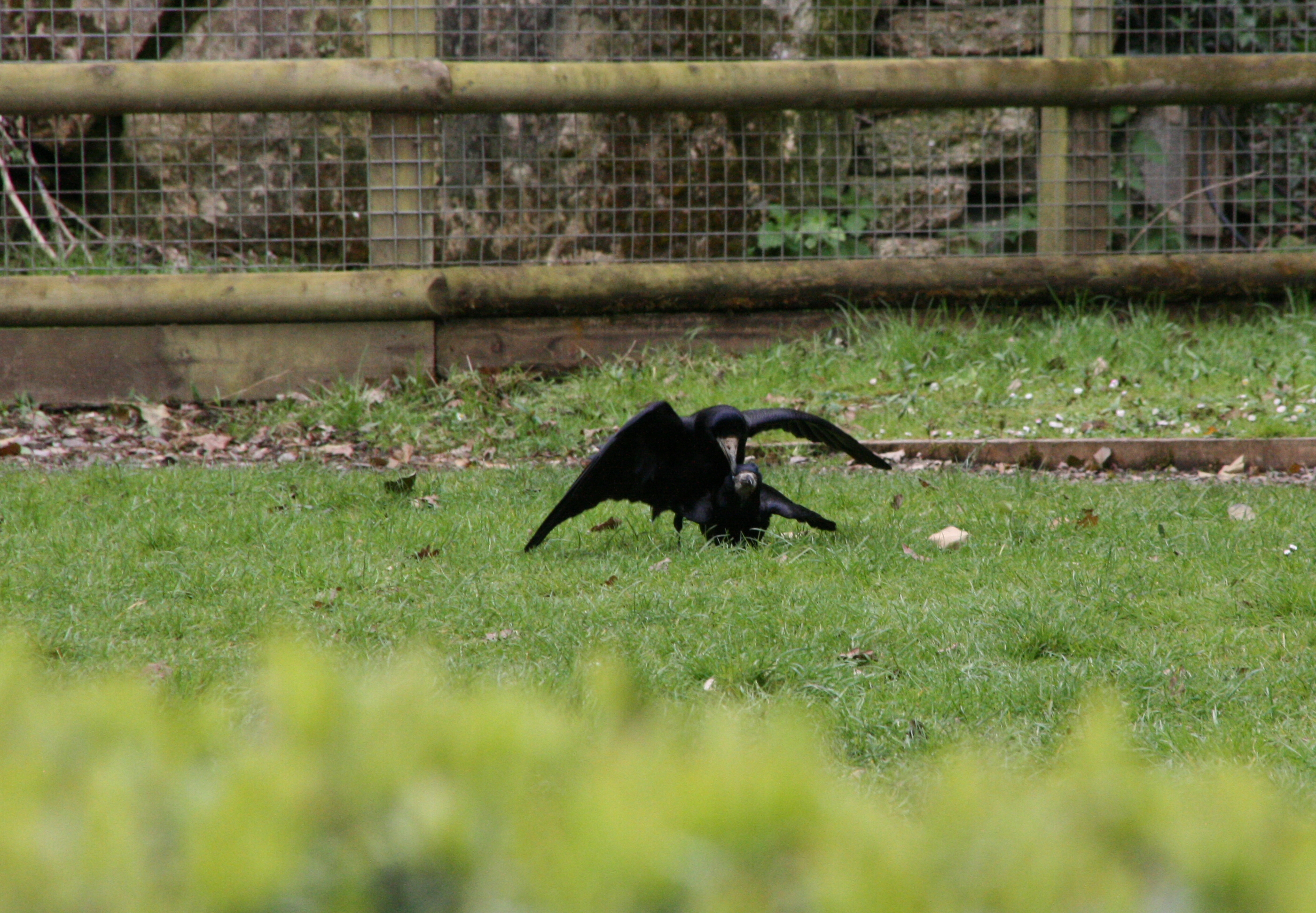
Accoppiamento.

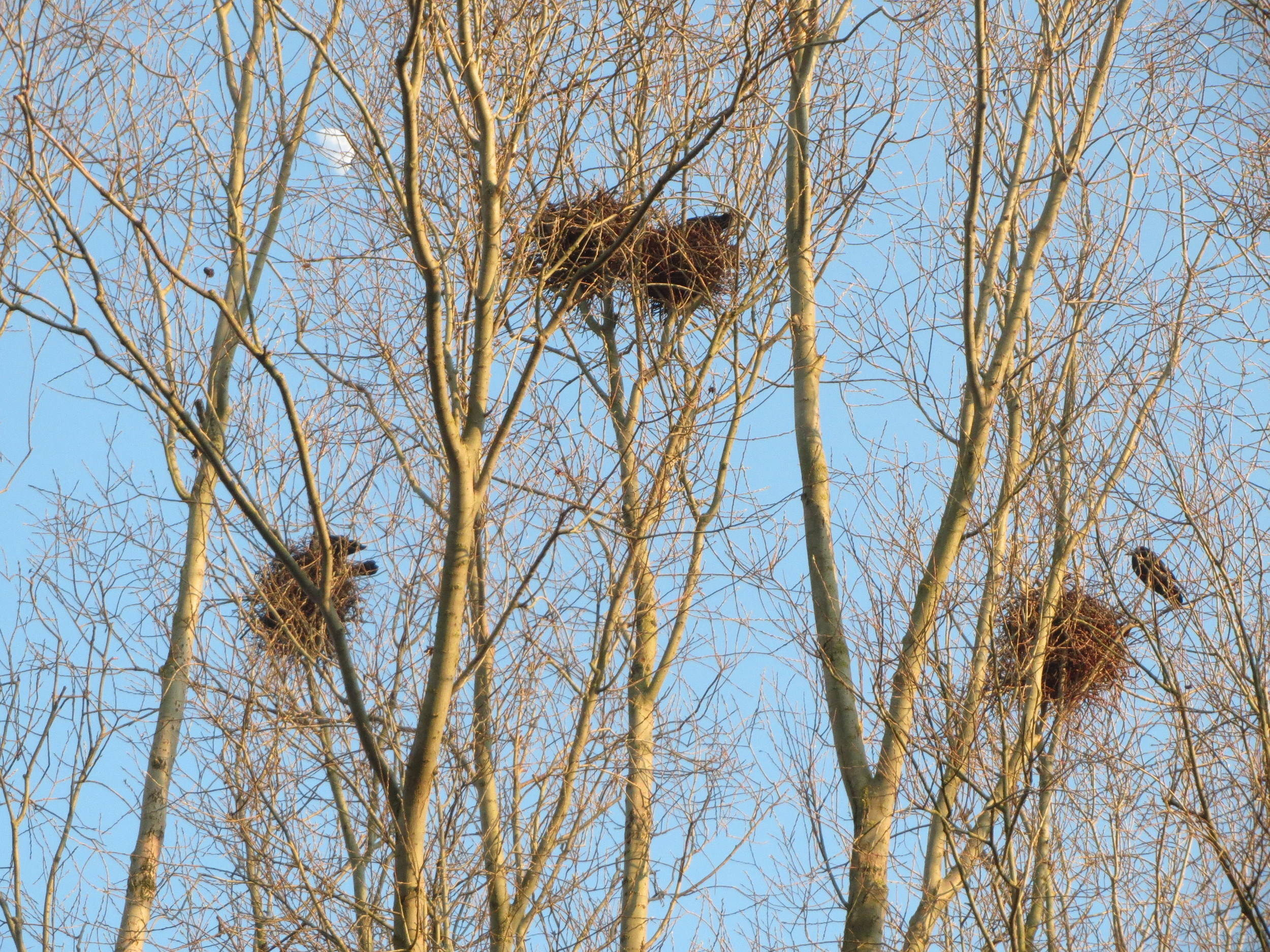
Colonia su un albero a Hockenheim.

I corvi raggiungono la maturità sessuale alla fine del secondo anno d'età, formando legami stabili e monogami.
Durante il corteggiamento sono osservabili comportamenti quali la cura del piumaggio del partner, la cura del nido o "balletti" tipici del corteggiamento tra partner, durante i quali entrambi si devono preoccupare l'uno dell'altro. I ruoli di maschio e femmina si rafforzano durante il rituale, con frequenti scambi di ruolo tra i sessi, almeno all'inizio del corteggiamento. 

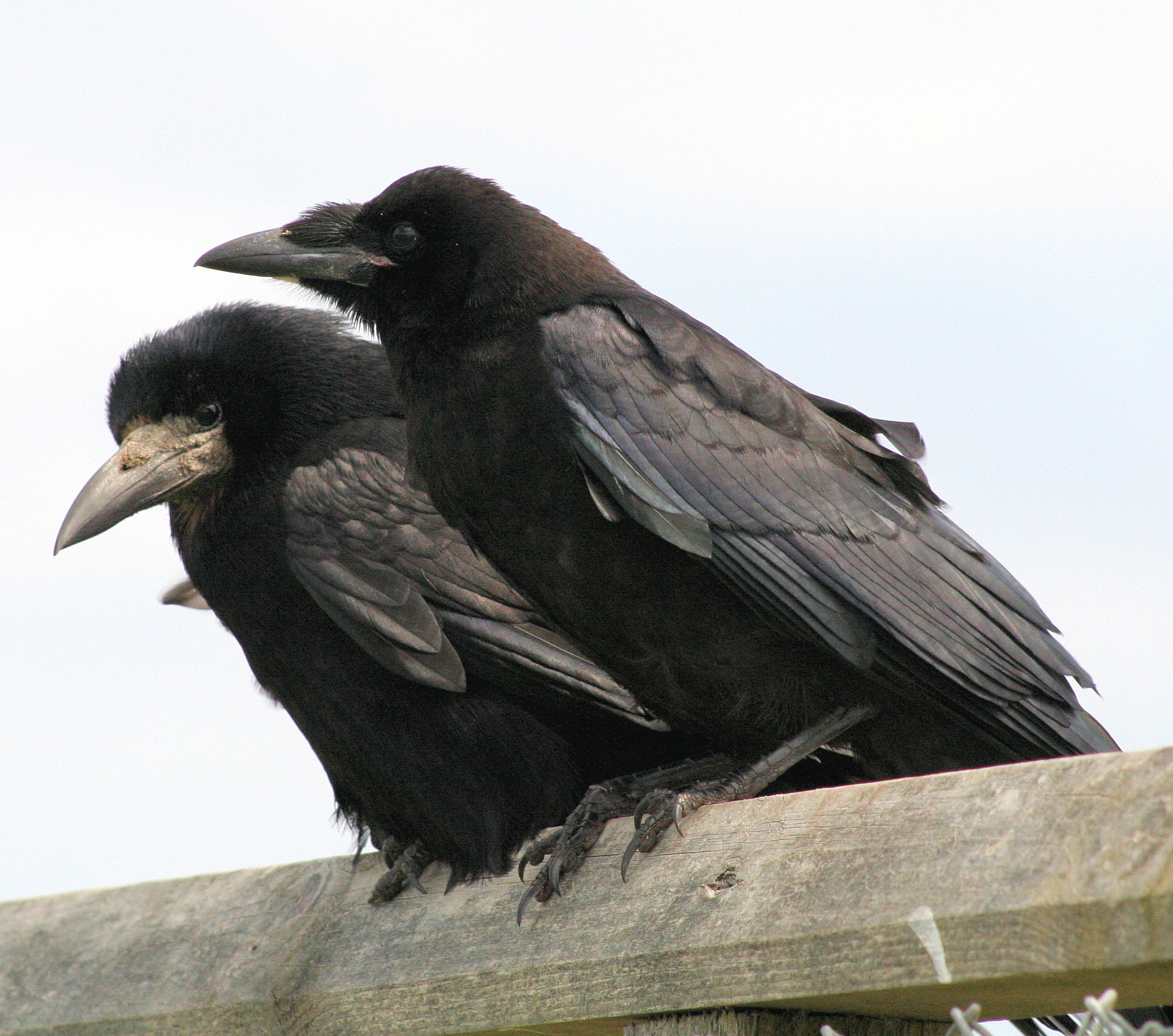
Giovane (in primo piano) con un adulto.

La costruzione del nido comincia all'inizio di marzo e luogo di costruzione potrà essere la biforcazione di due rami di un albero di città o di campagna. I nidi sono costruiti nelle vicinanze l'uno dell'altro, con distanze tra nido e nido talvolta inferiori al metro.

I nidi possono essere costruiti su edifici, ponti o, più raramente, al suolo. Il nido è costruito da entrambi i partner, consiste in una costruzione compatta, fatta intrecciando rami sottili e flessibili, tenuti insieme da diversi materiali. Il furto di materiale all'interno della colonia, così come tra diverse colonie, è frequente.

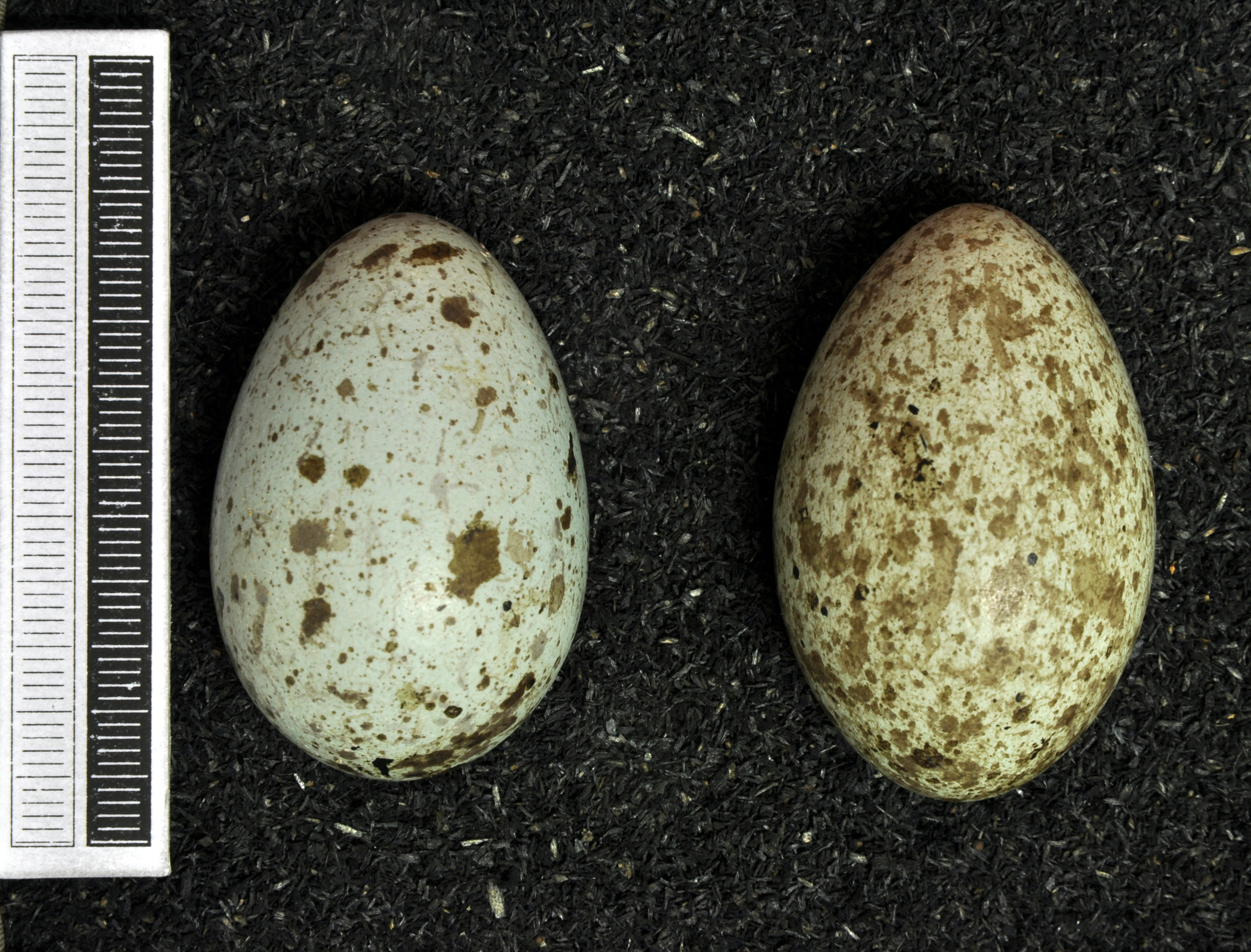
Uova.

Le femmine depongono da tre a sei, talvolta fino a nove, uova, di colore grigio bruno, che verranno covate dalla femmina, in quel periodo nutrita dal maschio, per 16, 19 giorni; occasionalmente, si osservano comportamenti quali il parassitismo della cova, anche se non è ancora chiaro se il parassitismo avvenga anche nei confronti del proprio nido. La cura dei piccoli dura circa un mese. Nei primi dieci giorni, solo il maschio si occupa della dieta della prole, in seguito saranno nutriti da entrambi i genitori.
Prima di raggiungere l'autosufficienza, i giovani esemplari saranno accuditi dai genitori per un certo tempo prima di unirsi a giovani colonie.
Gli esemplari più giovani troveranno in questi stormi i futuri partner, di norma entro un anno, per poi scegliere un luogo di cova.  
Molti invece trovano solamente luoghi di cova per uno, due, o in casi eccezionali, tre anni.
i giovani uccellini prendono a otto anni l'aspetto degli uccelli anziani.

## Distribuzione e habitat

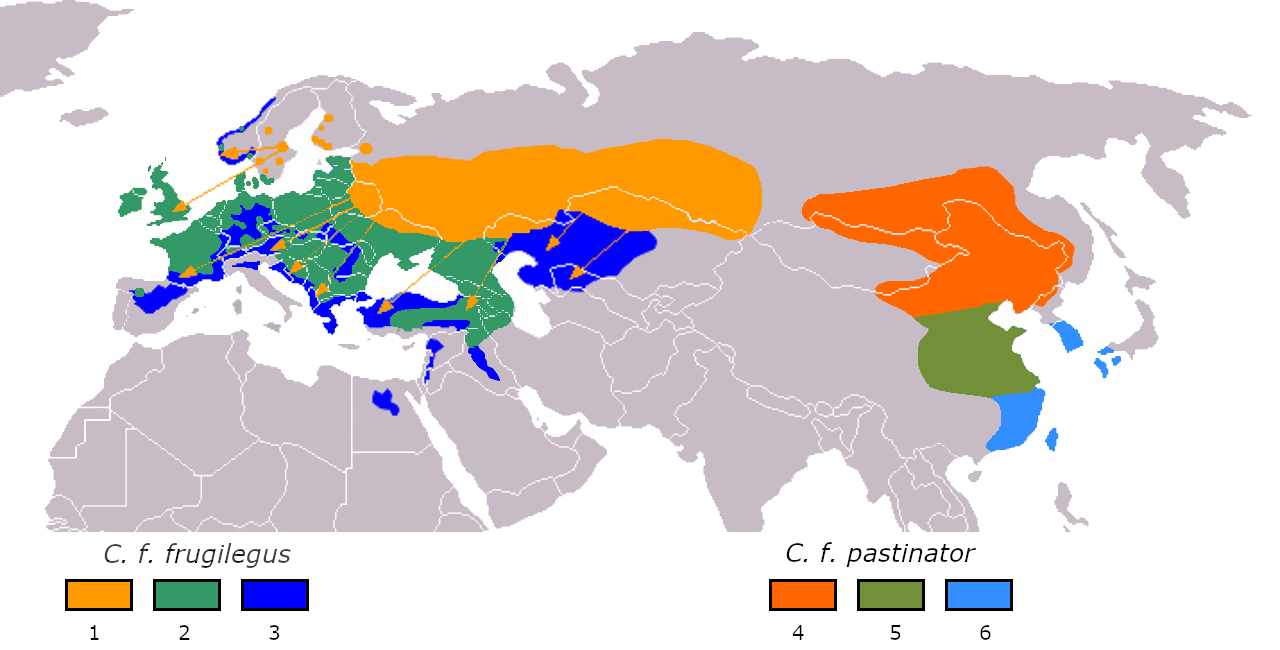
Distribuzione della specie.
Sottospecie nominale
Arancio: areale di riproduzione
Blu: areale di svernamento
verde: areale di residenza
Sottospecie pastinator
Rosso: areale di riproduzione
Azzurro: areale di svernamento

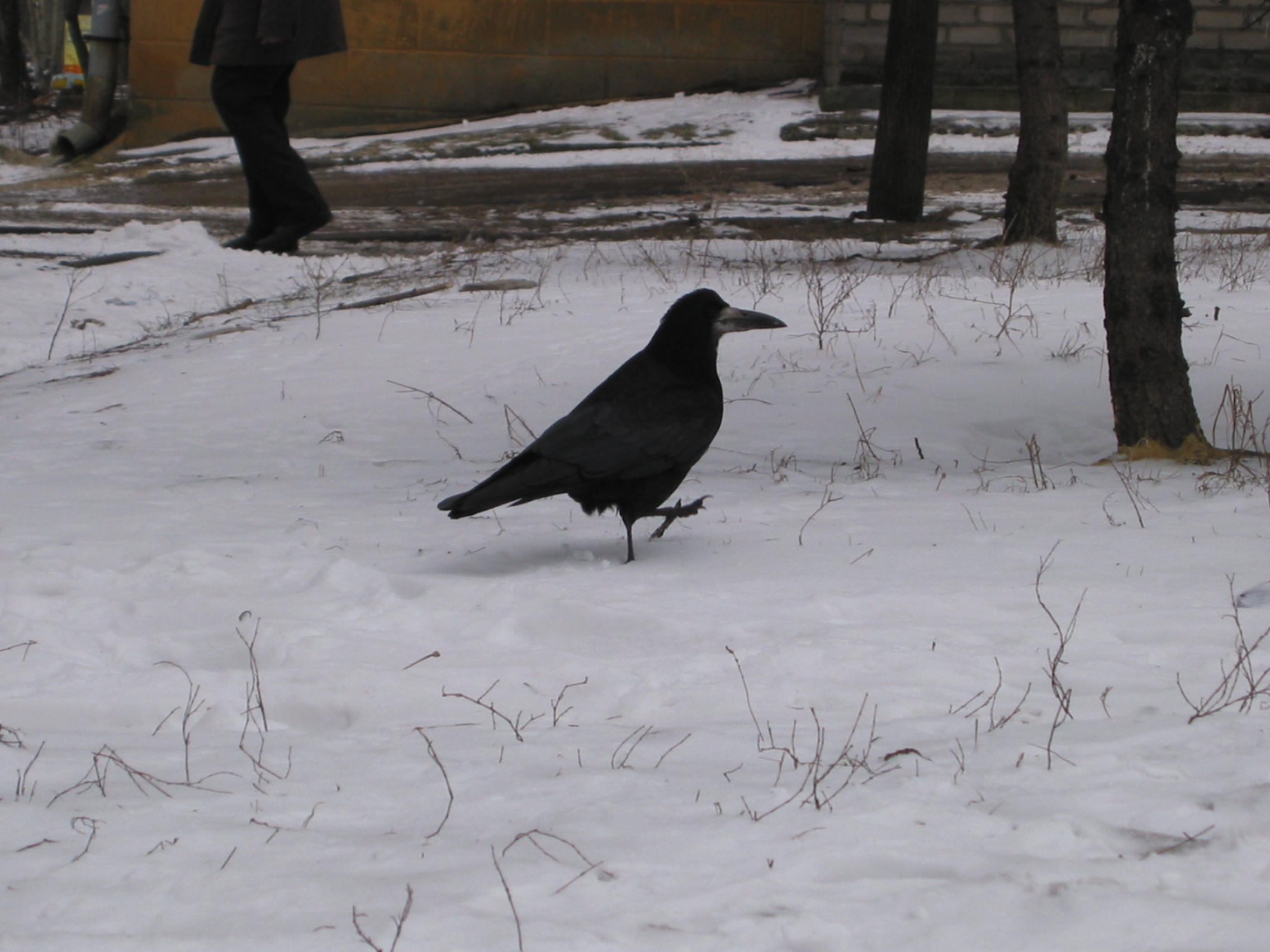
Corvo nella neve a Donec'k.

Il corvo nero occupa un vasto areale paleartico che comprende gran parte dell'Eurasia boreale, estendendosi dalle isole britanniche all'Estremo Oriente Russo, attraverso gran parte dell'Europa centrale, il sud della penisola scandinava, la penisola balcanica, l'Europa orientale, le pendici del Caucaso, Turkestan, la Siberia ad est fino a Jakutsk, e a sud attraverso la Manciuria ed il nord-est della Cina fino al nord dello Zhejiang. Gruppi di esemplari si spingono in primavera fino alle Fær Øer e all'Islanda, allontanandosene in direttrice SE verso settembre per sfuggire ai rigori invernali.

La specie è stata inoltre introdotta con successo in Nuova Zelanda nel periodo 1862-1874, dove si è naturalizzata e risulta comune specialmente nel sud dell'Isola del Nord e nella regione di Canterbury.

In Italia, il corvo nero è un visitatore invernale nella Pianura Padana.

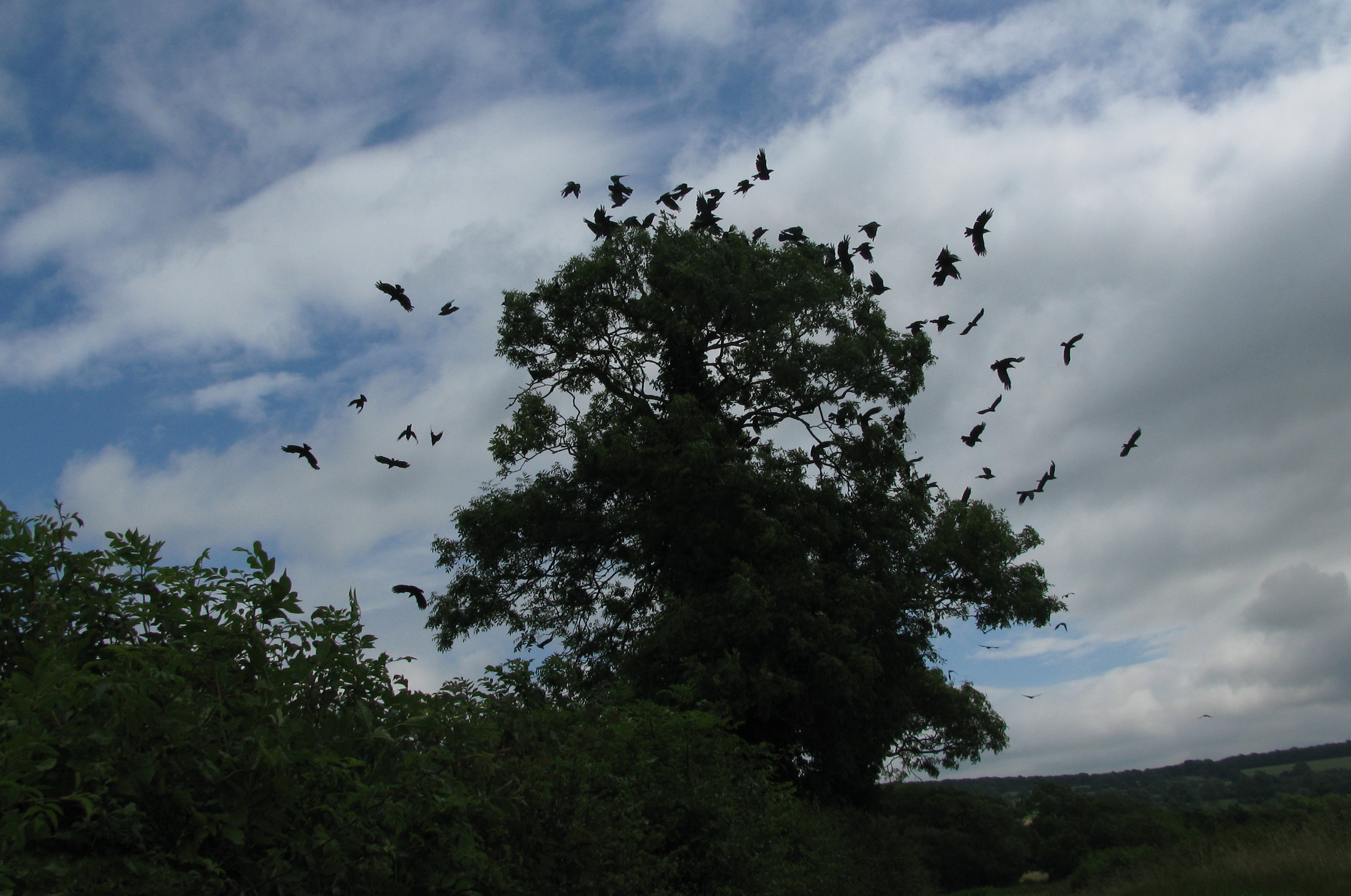
Stormo di corvi su un albero nelle Cotswolds.

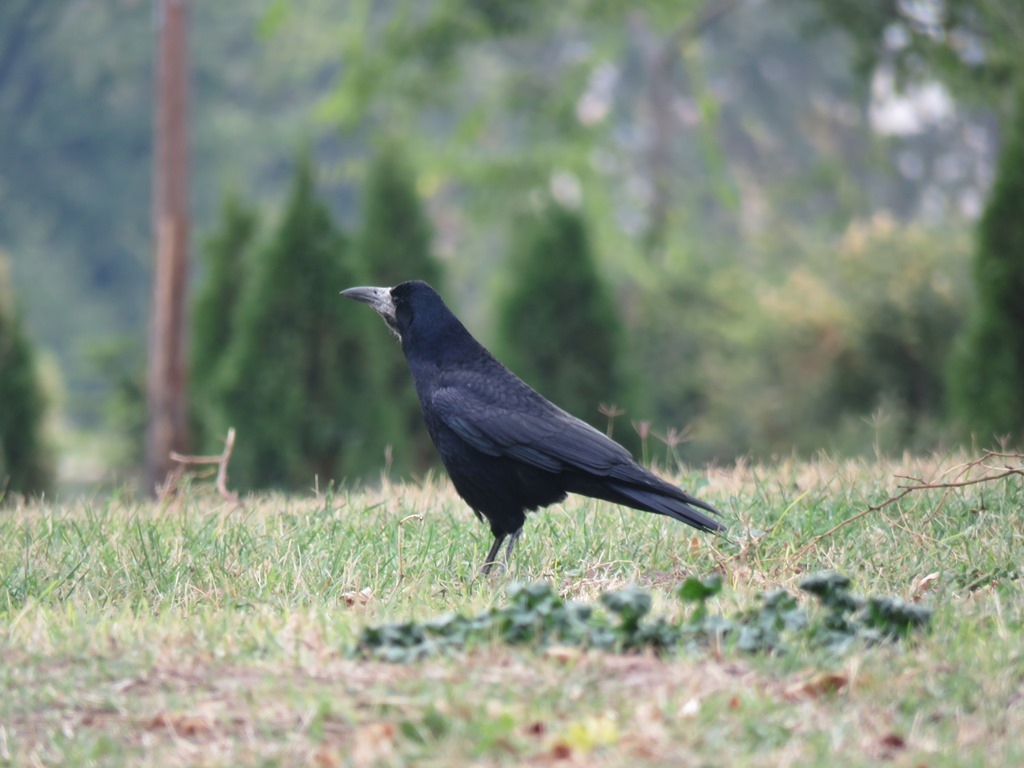
Corvo al suolo nei pressi di Niš.

La specie è residente in gran parte del proprio areale: soprattutto le popolazioni settentrionali, tuttavia, sono in grado di compiere migrazioni anche di una certa entità (sempre però sotto i 1000-3000 km, con quelle asiatiche più mobili rispetto a quelle europee), spingendosi lungo le aree costiere della Norvegia, nella penisola iberica, lungo le coste del Mediterraneo, in Medio Oriente, Afghanistan, Kashmir, Corea e sud del Giappone.

Generalmente la migrazione avviene in direttrice NW-SE in Europa e NE-SW in Asia: le popolazioni diffuse in ambiente urbano, dove i rigori invernali sono mitigati, possono non effettuare spostamenti stagionali.

La migrazione avviene in grossi stormi, che non sono molto coesi, e si frazionano ben presto in gruppetti solitari. Gli esemplari più anziani cominciano a tornare agli inizi di febbraio, e per la prima settimana di marzo la maggior parte è partita.
Durante le migrazioni i corvi riescono a volare anche i condizioni climatiche avverse, come nel caso di forti temporali.
L'habitat del corvo nero è rappresentato dalle aree aperte e pianeggianti, possibilmente in prossimità di fonti d'acqua dolce permanenti e con presenza di vaste aree prative alternate a macchie alberate meno estese: questi uccelli non temono l'uomo e si insediano senza problemi nelle aree suburbane e nei sobborghi agricoli.

## Tassonomia
Se ne riconoscono due sottospecie:

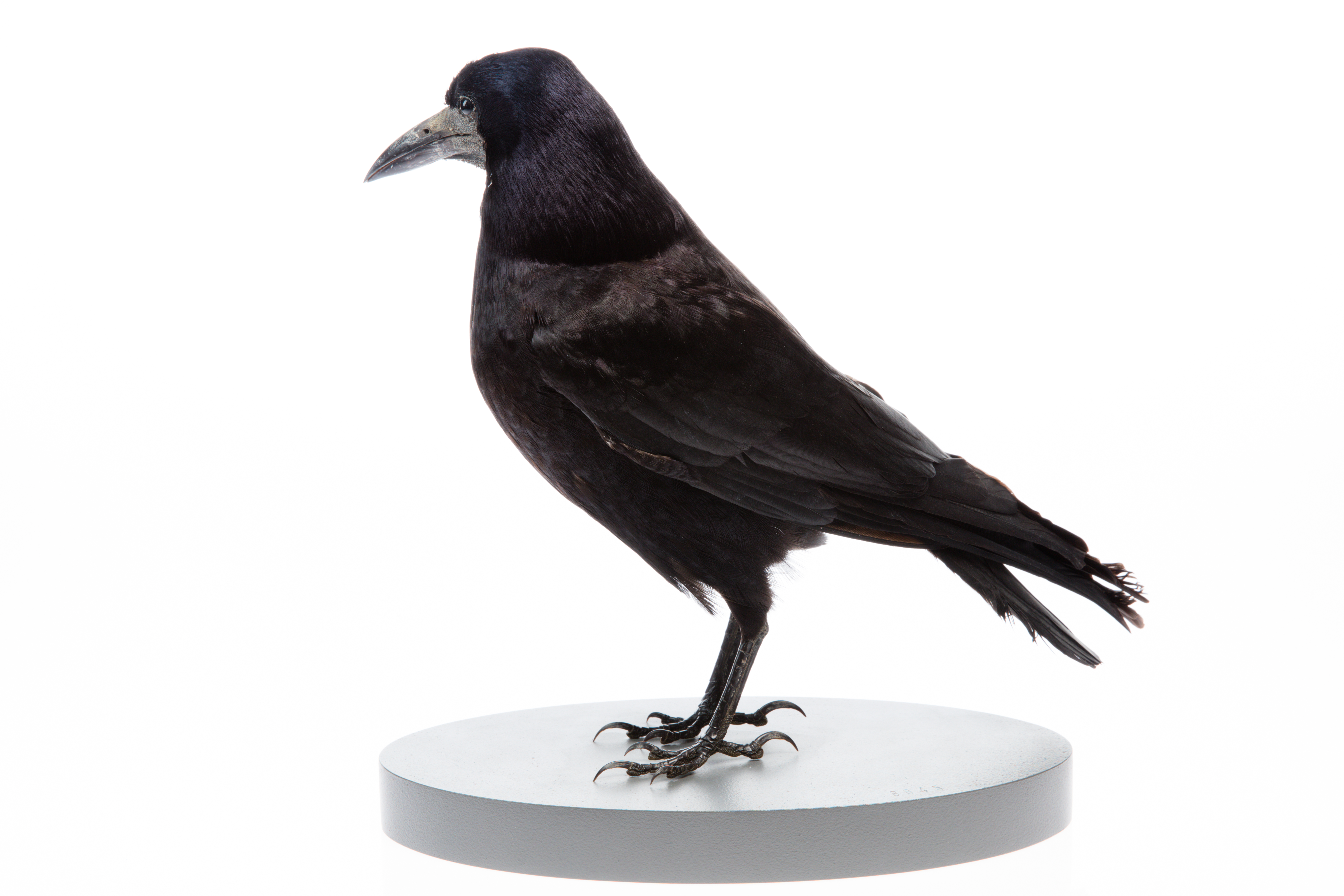
Esemplare impagliato della sottospecie nominale.

- Corvus frugilegus frugilegus Linnaeus, 1758 - la sottospecie nominale, diffusa nella stragrande maggioranza dell'areale occupato dalla specie;
- Corvus frugilegus pastinator Gould, 1845 - diffusa nella porzione orientale dell'areale occupato dalla specie, ad est della Siberia centrale;

Alcuni autori riconoscerebbero inoltre le sottospecie tschuii del Gilgit-Baltistan, ultimus dell'Altaj (ambedue sinonimizzate con la nominale) e centralis della Manciuria (sinonimizzata con pastinator.

Secondo alcuni, le due popolazioni sarebbero abbastanza divergenti da poter essere separate e trattate come specie a sé stanti, anche in virtù dell'areale disgiunto (nel punto di maggiore prossimità gli areali delle due sottospecie distano di circa 200 km): ciononostante, l'affinità a livello comportamentale e di richiami utilizzati fa sì che esse non vengano generalmente divise e compongano un unico taxon, fratello di C. hawaiiensis.

## Conservazione

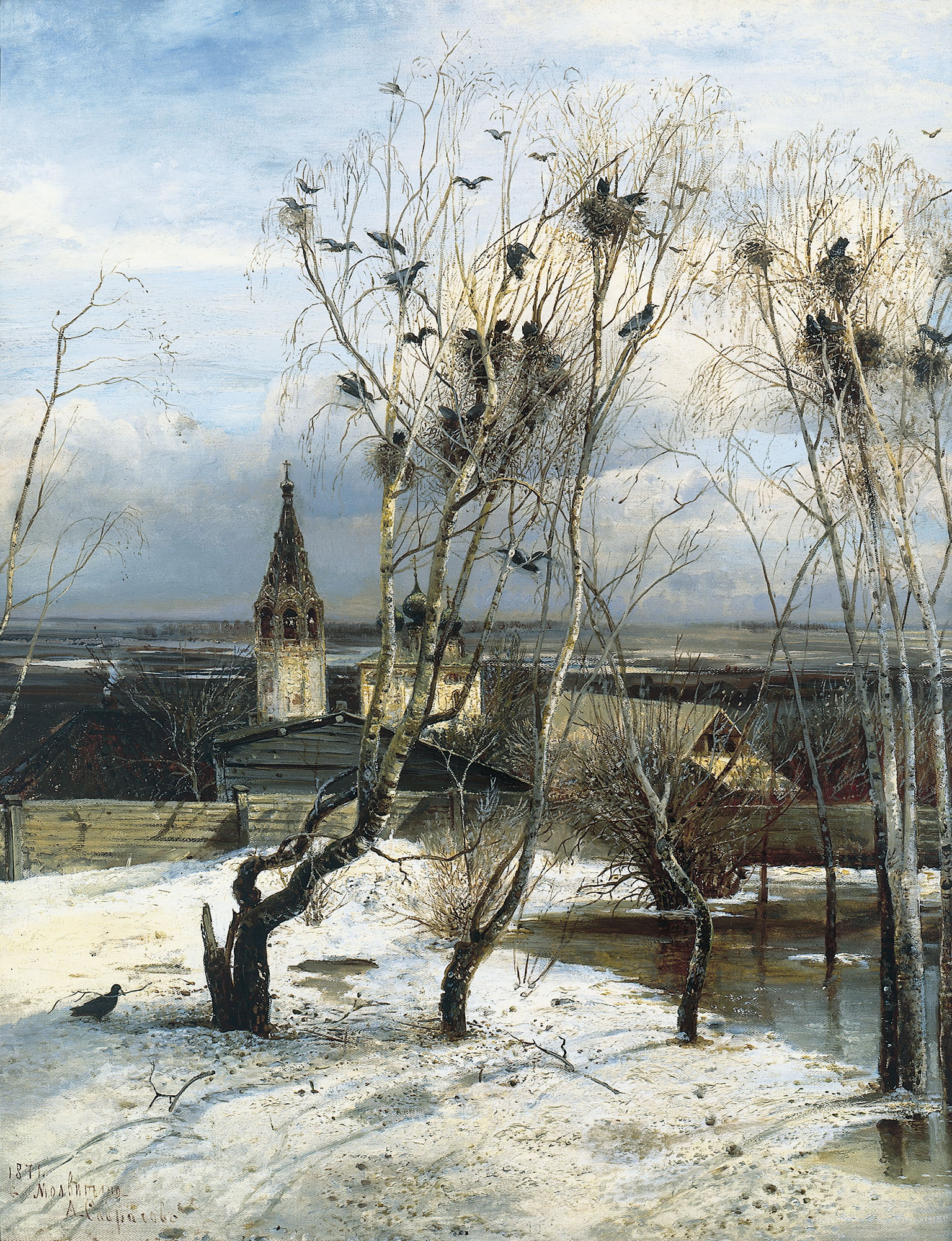
Corvi di ritorno (Savrasov, 1871)

La conservazione della specie conosce periodi positivi o negativi, in relazione ai diretti interventi dell'uomo.
Attraverso la cura del territorio si pongono le premesse per la proliferazione della specie; attraverso lo sfruttamento sconsiderato delle risorse naturali, ne si mette in pericolo la sopravvivenza.
La specie ha attraversato periodi negativi grazie all'intervento dell'uomo, che riduce il numero dei luoghi di nidificazione abbattendo gli alberi, indebolendo così la specie a livello territoriale.
Sembrerebbe che il corvo comune abbia sofferto dei danni arrecati all'ambiente, anche se non sono state fornite prove scientifiche inconfutabili. 
Per la prima volta negli ultimi anni il corvo comune è stato uccello dell'anno, nel 1986, ciò ha portato ad una presa di coscienza, che si è ripercossa favorevolmente sulla popolazione dei corvi. Complessivamente, si è registrata una leggera diffusione della specie verso ovest. Un esempio è il reinsediamento negli anni sessanta in Svizzera.
La situazione, in zone che avevano finora mostrato una situazione a rischio, come l'Austria orientale, tende a stabilizzarsi. 
In Europa la specie non è a rischio, tanto da essere classificata con "S" (sicuro), mentre in Austria, Svizzera e Repubblica Ceca si trova sulla lista delle specie in pericolo.
Grazie alla strategia di riproduzione per colonie, il numero degli esemplari è cresciuto a dismisura, al punto che, per esempio nel
Baden-Württemberg, si sono adottate misure di limitazione della specie.  Complessivamente, la popolazione europea ammonta ad oltre 10 milioni di coppie in grado di riprodursi.